# 村井早苗
村井 早苗（むらい さなえ、1946年6月 - ）は、日本の日本史学者。日本女子大学名誉教授。日本キリシタン史専攻。
東京都生まれ。1969年日本女子大学文学部史学科卒業。1981年立教大学大学院文学研究科日本史専攻博士課程単位取得退学。2006年「キリシタン禁制史の研究」で日本女子大学文学博士。日本女子大学教授。2016年退任。

## 著書
- 『幕藩制成立とキリシタン禁制』文献出版 1987
- 『天皇とキリシタン禁制 「キリシタンの世紀」における権力闘争の構図』雄山閣出版 2000
- 『キリシタン禁制と民衆の宗教』山川出版社 日本史リブレット 2002
- 『キリシタン禁制の地域的展開』岩田書院 近世史研究叢書 2007

### 共編
- 『キリシタン史の新発見』岸野久共編 雄山閣出版 1996
- 『日本近世国家の諸相 3』大森映子共編 東京堂出版 2008

## 論文
- <村井早苗